# Rainer Maria Salzgeber

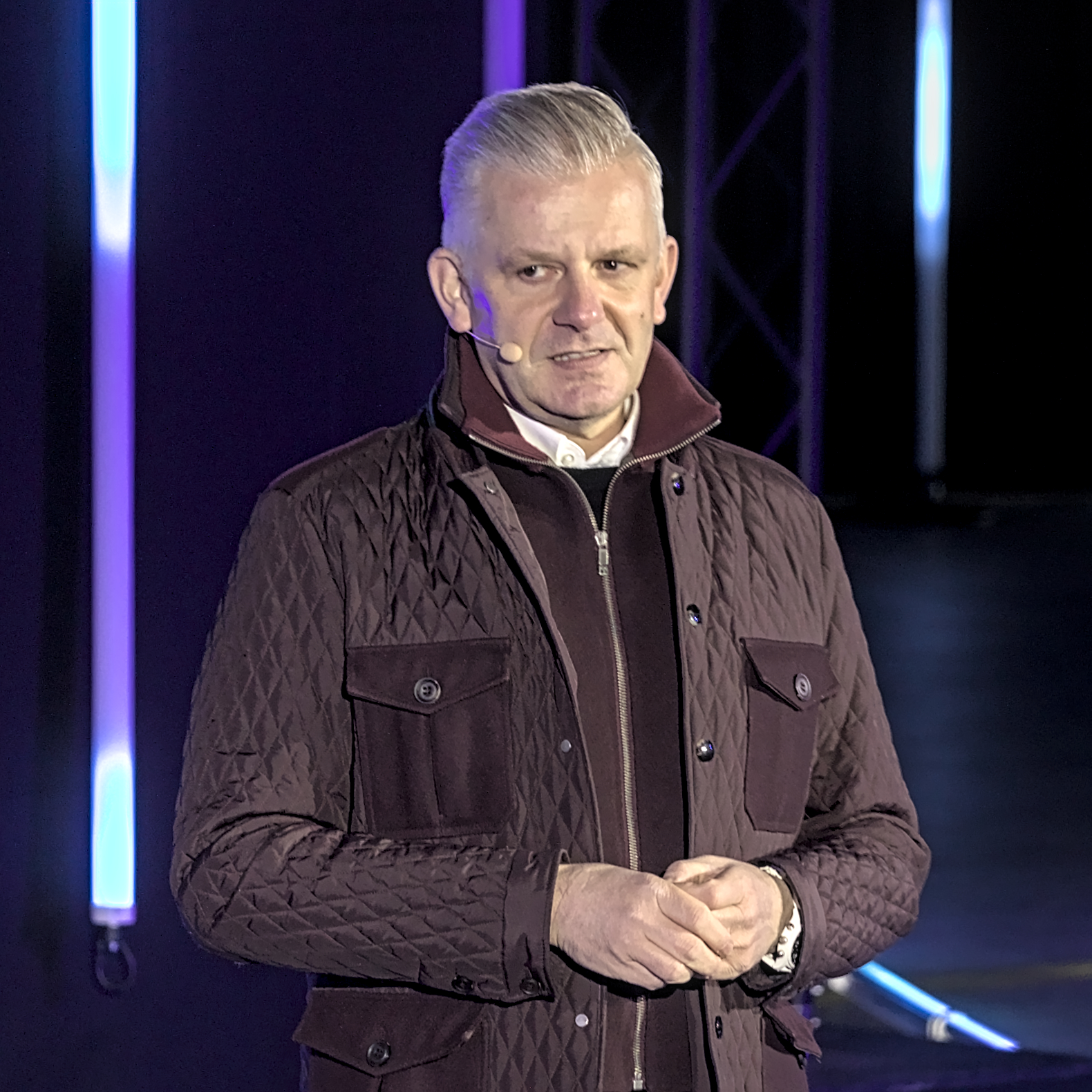
Rainer Maria Salzgeber (2023)

Rainer Maria Salzgeber (* 15. August 1969 in Brig, Kanton Wallis) ist ein Schweizer Sportjournalist, Fussballkommentator und Fernsehmoderator.

## Leben
Salzgeber wuchs in Raron auf und spielte als Fussballtorhüter zwei Spielzeiten in der 2. Liga beim FC Brig-Glis. Später zog er nach Zürich um, wo er beim Schweizer Fernsehen als Redaktor und Moderator arbeitet. In der Doku-Soap «Der Match» spielte Salzgeber auf seiner Position des Torhüters für die Promi-Mannschaft.
Für seine Moderationen anlässlich der Fussball-Europameisterschaft 2008 bekam er den Schweizer Fernsehpreis in der Kategorie Star National überreicht. Zudem wurde er zum Ende des Jahres 2008 zum Schweizer Sportjournalisten des Jahres ausgezeichnet.
Seit Sommer 2019 moderiert Salzgeber die Sommersendung Donnschtig-Jass. An seiner Seite wirkt Stefan Büsser als Co-Moderator.
Salzgeber ist Botschafter der Stiftung Laureus Sport for Good, wo er auch regelmässig die Laureus Charity Night moderiert.